# Кім Машаду
Кім Машаду (порт. Quim Machado, нар. 10 жовтня 1966, Санту-Тірсу) — португальський футболіст, що грав на позиції правого захисника. По завершенні ігрової кар'єри — тренер.

## Ігрова кар'єра
Народився 10 жовтня 1966 року в місті Санту-Тірсу. Вихованець юнацьких команд футбольних клубів «Порту» та «Тірсенсі».
У дорослому футболі дебютував 1985 року виступами за головну команду «Тірсенсі», в якій провів чотири сезони, взявши участь у 25 матчах на рівні другого португальського дивізіону.
1989 року перейшов до вищолігової «Браги». До кінця 1990-х грав на рівні Прімейри, провівши за цей час загалом 255 матчів. За цей період захищав кольори «Віторії» (Гімарайнш), «Ештрели», «Шавіша», «Варзіма» та «Кампумайоренсе».
Згодом знову грав у другому дивізіоні за «Маю» та «Авеш», а також за «Тірсенсі», на той час представника четвертого дивізіону.
Завершував ігрову кар'єру протягом 2001—2003 років у люксембурзькій команді «Ф91 Дюделанж». 2002 року став у її складі чемпіоном Люксембургу.

## Кар'єра тренера
Розпочав тренерську кар'єру невдовзі по завершенні кар'єри гравця, 2004 року, очоливши тренерський штаб клубу «Олівейренсі», а протягом 2006—2010 років тренував рідний «Тірсенсі».
Активно тренував протягом 2010-х років, змінивши за цей період понад десяток клубних команд. Крім представників португальської першості працював з угорським «Вашашем», польською «Лехією» (Гданськ), саудівськими «Аль-Батіном» та «Аль-Оруба».

## Титули і досягнення
Гравець
- Чемпіон Люксембургу (1):

«Ф91 Дюделанж»: 2001—2002
Тренер
- Володар Суперкубка Йорданії (1):

«Аль-Гуссейн»: 2025